# پوسته اقیانوسی

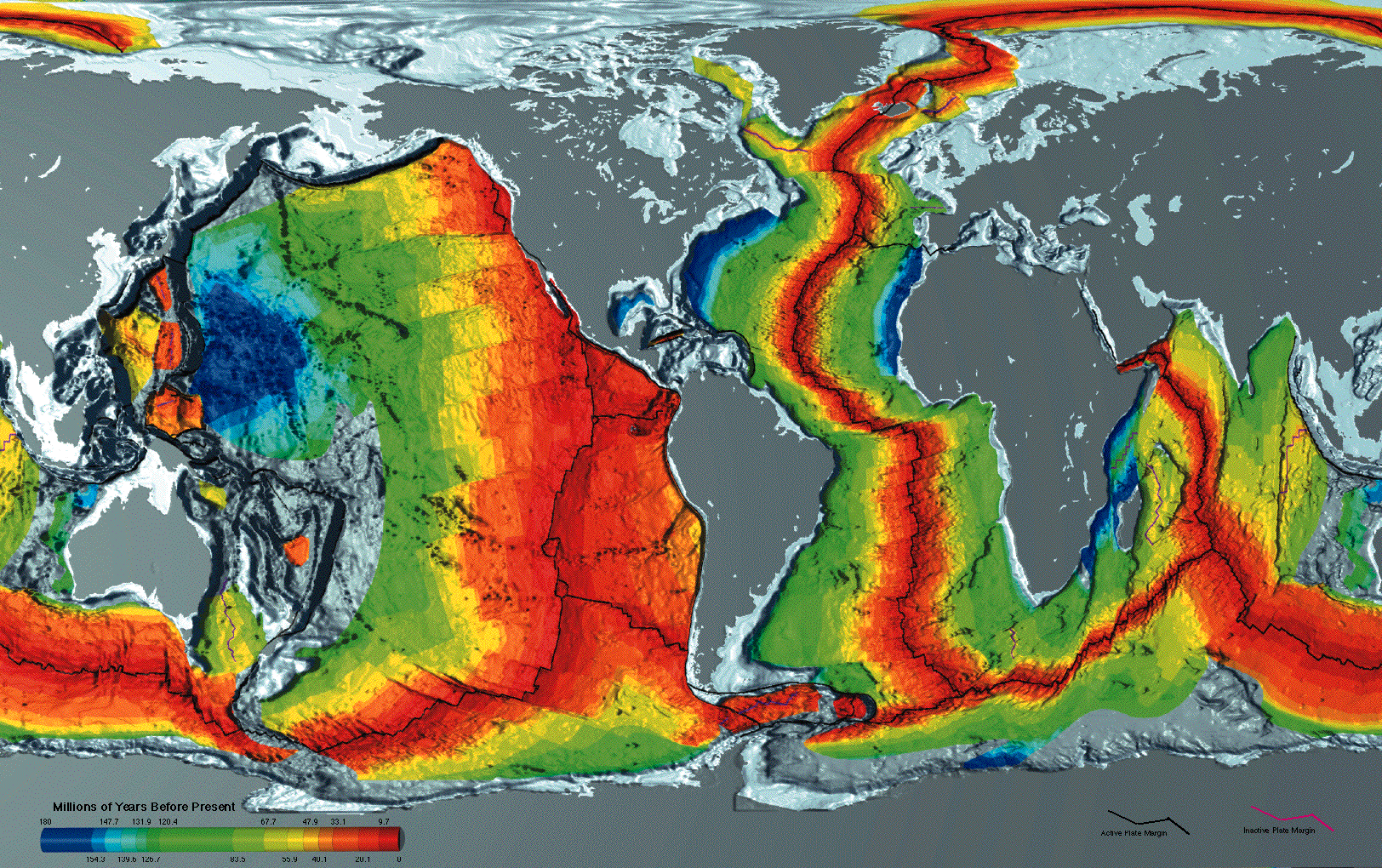
سن پوستهٔ قاره‌ای، قرمزتر جدیدتر و آبی‌تر قدیمی‌تر است.

پوستهٔ اقیانوسی بخش سنگ‌کرهٔ زمین در اقیانوسهای زمین است و عمدتاً از سنگ‌های مافیک و سیما ساخته شده‌است. پوستهٔ اقیانوسی نازک‌تر از پوستهٔ قاره‌ای است و تنها ۱۰ کیلومتر ضخامت دارد.